# Kirche Groß Schorellen
Bei der Kirche in Groß Schorellen (russisch Кирха Гросс Шореллена Kircha Gross Schorellena, der Ort hieß zwischen 1938 und 1946 Adlerswalde (Ostpr.)) handelt es sich um eine der 14 ostpreußischen Jubiläumskirchen und -kapellen. Im Jahre 1907 wurde das im gotischen Stil errichtete und mit einem seitwärts gestellten Turm versehene Bauwerk in Dienst gestellt und war bis 1945 evangelisches Gotteshaus für die im Kirchspiel des heute Saratowskoje genannten Pfarrorts lebende Bevölkerung. Von dem Gebäude steht heute nur noch eine Restmauer des Turms.

## Geographische Lage
Das heutige Saratowskoje liegt im Osten der russischen Oblast Kaliningrad südwestlich der Rajonshauptstadt Krasnosnamensk (Lasdehnen, 1938 bis 1946 Haselberg) und nordwestlich der einstigen Kreisstadt Dobrowolsk (Pillkallen, 1938 bis 1946 Schloßberg). Das Dorf war noch bis nach 1945 Bahnstation an der Bahnstrecke Tilsit–Stallupönen/Ebenrode.
Der Standort der Kirche befindet sich mitten im Ort und ist auch heute noch an dem – wenn auch nur als Fragment vorhandenen – Turm erkennbar.

## Kirchengebäude
Die Kirche in Groß Schorellen war ein einschiffiger Bau aus Feldsteinen und Ziegeln und in gotischem Stil errichtet. Die Grundsteinlegung fand am 16. September 1906 statt, die Einweihung wurde ein Jahr später am 12. September 1907 vollzogen. Zur Kirche gehörte ein seitwärts gestellter 35 Meter hoher Turm, der mit einem Dachreiter gekrönt war.
Den Entwurf des Kirchenbaus hatte der damalige Kreisbauinspektor Tappe aus Pillkallen (heute russisch: Dobrowolsk) angefertigt, und auch der Bau selbst entstand unter seiner Leitung im Zusammenwirken mit dem Maurer- und Zimmermeister Conrad aus Tilsit (Sowetsk).
Der Kircheninnenraum bot 400 Menschen Platz. Er hatte eine gewölbte Holzdecke, während der Chorraum ein reich gegliedertes massives Gewölbe aufwies. Mit eingebauter Seitenempore ließ der Kirchenraum den Eindruck eine Zweischiffigkeit entstehen. Die Ausmalung der Kirche erfolgte 1909 durch den Frankfurter Maler Ballin. Altar mit Kruzifix, Kanzel und Orgelprospekt waren mit schlichten Ornamenten versehen. Die Orgel selbst war ein Werk von Bruno Goebel aus Königsberg (Preußen) (russisch: Kaliningrad), dem Nachfolger des Orgelbaumeisters Max Terletzki.
Der gesamte Kirchenbau erfolgte im Rahmen der Festlichkeiten zur 200-Jahr-Feier der Königskrönung Friedrichs III. von Brandenburg. Um ein bleibendes Denkmal zu schaffen, blieb es nicht bei den Feierlichkeiten, sondern es kam zum Bau von 14 Jubiläumskirchen und -kapellen, die in der Kirchenprovinz Ostpreußen vorgenommen wurden.
Während der Kriegshandlungen 1944/45 erhielt das Gotteshaus einen Treffer am Turm. Das Kirchenschiff blieb unbeschädigt, brannte jedoch in den Jahren 1956 bis 1957 aus. Nach dem Einsturz des Daches riss man die Mauern ab, um daraus Steine für den Straßenbau zu gewinnen. Von der Kirche selbst steht heute nur noch eine Ruinenmauer des Turms.

## Kirchengemeinde
Groß Schorellen wurde am 1. April 1903 ein evangelisches Kirchdorf. Bis dahin gehörten fast alle in das Kirchspiel eingepfarrten Ortschaften zur Kirche Pillkallen. Von Pillkallen aus war bereits ab dem 1. April 1897 ein eigener Seelsorgebezirk errichtet worden, der nach zehn Jahren mit dem Bau der Kirche seinen geistlichen Mittelpunkt erhielt. Die 1903 eingerichtete Pfarrstelle war bis 1945 ohne Unterbrechung besetzt.
Bis 1945 war die Kirchengemeinde Groß Schorellen Teil des Kirchenkreises Pillkallen (Schloßberg) innerhalb der Kirchenprovinz Ostpreußen der Kirche der Altpreußischen Union. Im Jahr 1925 zählte sie 1800 Gemeindeglieder, die in 17 Kirchspielorten sowie kleineren Ortschaften und Wohnplätzen lebten. Ein Kirchenpatronat bestand nicht.
Die Flucht und Vertreibung der einheimischen Bevölkerung im Zusammenhang des Zweiten Weltkrieges sowie die nachfolgende restriktive Religionspolitik der Sowjetunion brachten das kirchliche Leben in dem jetzt Saratowskoje genannten Ort zum Erliegen.
Erst in den 1990er Jahren entstanden in der Oblast Kaliningrad neue evangelisch-lutherische Gemeinden, deren Saratowskoje am nächsten liegende die in Sabrodino (Lesgewangminnen, 1938 bis 1946 Lesgewangen) ist. Sie gehört zur Propstei Kaliningrad der Evangelisch-lutherischen Kirche Europäisches Russland.

### Kirchspielorte
Zum Kirchspiel der Kirche Groß Schorellen (1938 bis 1946 „Kirche Adlerswalde“) gehörten neben dem Pfarrort noch 16 Orte, Ortschaften und Wohnplätze:
| Name                                 | Änderungsname 1938 bis 1946 | Russischer Name |  | Name               | Änderungsname 1938 bis 1946 | Russischer Name |
| ------------------------------------ | --------------------------- | --------------- |  | ------------------ | --------------------------- | --------------- |
| Bärenfang Anteil Ksp. Gr. Schorellen |                             | Kuranskoje      |  | Mittenwalde (Dorf) |                             | Schkolnoje      |
| Birkenfelde                          | Birkenhof                   | Kustarninkowo   |  | Neudorf            | Weidenfeld                  |                 |
| Doblendszen 1936–38: Doblendschen    | Kayserswiesen               | Poscharskoje    |  | Plampen            | Dreibuchen                  |                 |
| Karklaugken                          | Weidenfeld                  | Woronzowo       |  | Ragupönen          | Mittenwalde (Gut)           | Meschduretschje |
| Kellmischkeiten                      | Stubbenheide                | Sokol           |  | Schackeln          | Mittenbach                  | Schanino        |
| Klein Schorellen                     |                             | Saratowskoje    |  | Schmilgen          |                             | Lukaschowka     |
| Klein Tullen                         |                             |                 |  | Stablaugken        |                             | Filatowo        |
| Laukehlischken (Forst)               | Adlerwinkel                 |                 |  | Wörth (Forst)      |                             |                 |

### Pfarrer
Zwischen 1897 bzw. 1903 und 1945 amtierten fünf Geistliche als evangelische Pfarrer an der Kirche Groß Schorellen:
- Eduard Karl Paul Braun, 1897–1922
- Helmut Liedtke, 1923–1926
- Gerhard Walther, 1927–1931
- Konrad Oloff. 1932–1940
- Willy Genge, 1940–1945